# Bacimanivka, Slavuta
Bacimanivka (în ucraineană Бачманівка) este o comună în raionul Slavuta, regiunea Hmelnîțkîi, Ucraina, formată numai din satul de reședință.

## Demografie
Componența lingvistică a comunei Bacimanivka
     Ucraineană (99,53%)
     Alte limbi (0,47%)
Conform recensământului din 2001, majoritatea populației comunei Bacimanivka era vorbitoare de ucraineană (99,53%), existând în minoritate și vorbitori de alte limbi.